# Noroeste da Nigéria (estado)
O Noroeste (em inglês: North-Western State) é uma antiga divisão administrativa da Nigéria. Foi criada em 27 de Maio de 1967 de partes da Região Norte e existiu até 3 de Fevereiro de 1976, quando foi dividido em dois estados - Níger e Socoto. A cidade de Socoto era a capital do estado.

## Governadores
- Usman Faruk (28 de Maio 1967 - Julho 1975)
- Umaru Mohammed (Julho 1975 - 1976)